# Králův Dvůr
Králův Dvůr (udtalt [ˈkraːluːv dvuːr] ; tysk: Königshof) er en by i Beroun-distriktet i regionen Centralbøhmen i Tjekkiet. Den har omkring 10.000 indbyggere. Králův Dvůr skaber et byområde med Beroun.

## Inddeling
Landsbyerne Karlova Huť, Křižatky, Levín, Počaply, Popovice og Zahořany er administreret af Králův Dvůr.

## Geografi
Králův Dvůr ligger omkring 28 km sydvest for Prag og skaber et med Beroun et byområde. Den ligger hovedsageligt i Hořovice-højlandet. Kun området af Zahořany-landsbyen strækker sig ind i Křivoklát-højlandet og omfatter det højeste punkt af Králův Dvůr, skråningerne af Děd-bakken, der er 473 moh.
Litavka-floden løber gennem byen. Dens biflod Mlýnský Brook forsyner et system af damme syd for byen. Suchomastský-strømmen løber ud i Litavka øst for byen. Suchomasty Reservoiret på 9 ha blev bygget i 1955–1959. Det var oprindeligt vandreservoir for den lokale metalindustri, men i dag bruges det til opdræt af fisk og som drikkevandsreserve.

## Historie
Den første skriftlige omtale af Králův Dvůr er fra 1394, hvor kong Wenceslaus 4. af Bøhmen blev taget til fange af bøhmisk adel her.
I midten af 1200-tallet lod kong Wenzel 1. formentlig bygge en middelaldergård her, som i 1585 blev ombygget til et renæssanceslot af familien Lobkowicz, som ejede det en tid i anden halvdel af 1500-tallet.
I 1850 blev kommunerne Králův Dvůr, Popovice, Karlova Huť og Křížatky slået sammen og skabt en enkelt kommune. Králův Dvůr blev sluttet til Beroun i 1980 som en bolig- og industriforstad. I 1990 blev Králův Dvůr igen en selvstændig kommune. I 2004 blev det en by.
I 1988 blev D5-motorvejen bygget, og delte Králův Dvůr i to halvdele. Jernværker blev nedlagt i 1990'erne, hvilket forbedrede luftforureningen markant.